# Montgomery City
Montgomery City és una població dels Estats Units a l'estat de Missouri. Segons el cens del 2000 tenia 2.442 habitants.

## Demografia
Segons el cens del 2000, Montgomery City tenia 2.442 habitants, 1.032 habitatges, i 666 famílies. La densitat de població era de 332 habitants per km².
Dels 1.032 habitatges en un 30,7% hi vivien nens de menys de 18 anys, en un 49,7% hi vivien parelles casades, en un 11,7% dones solteres, i en un 35,4% no eren unitats familiars. En el 31,3% dels habitatges hi vivien persones soles el 15,4% de les quals corresponia a persones de 65 anys o més que vivien soles. El nombre mitjà de persones vivint en cada habitatge era de 2,29 i el nombre mitjà de persones que vivien en cada família era de 2,88.
Per edats la població es repartia de la següent manera: un 24,2% tenia menys de 18 anys, un 9,2% entre 18 i 24, un 27,4% entre 25 i 44, un 22,4% de 45 a 60 i un 16,7% 65 anys o més.
L'edat mediana era de 37 anys. Per cada 100 dones de 18 o més anys hi havia 85,7 homes.
La renda mediana per habitatge era de 30.446 $ i la renda mediana per família de 38.063 $. Els homes tenien una renda mediana de 28.906 $ mentre que les dones 17.857 $. La renda per capita de la població era de 15.735 $. Entorn del 10,9% de les famílies i el 14% de la població estaven per davall del llindar de pobresa.

## Poblacions més properes
El següent diagrama mostra les poblacions més properes.